# 晁盖
晁盖，小说《水浒传》中人物，綽號「托塔天王」，山东郓城县东溪村人，曾是梁山泊之主，後在攻打曾頭市時被史文恭的箭射傷，不治而亡。

## 簡介
东溪村保正，本乡富户。平生仗义疏财，专爱结交天下好汉，闻名江湖。喜欢刺枪使棒，身强力壮，不娶妻室，终日打熬筋骨。
传说邻村西溪村闹鬼，村人凿了一个青石宝塔镇在西溪村的溪边，鬼就被赶到了东溪村，晁盖大怒，就去西溪村独自将青石宝塔夺了过来放在东溪村，因此勇猛行徑而有“托塔天王”的稱號（也稱晁天王、晁保正、铁天王）。
刘唐探听得大名府梁中书派遣楊志要将生辰纲运往汴京为其岳父蔡京祝寿，便投晁盖报信，被雷横捉住，幸亏晁盖将他认作侄子，使雷横放了刘唐。隨後晁蓋道出他昨夜夢見北斗七星，直墜在自家屋脊上，斗柄上另有一顆小星，化道白光去了，自認星照本家，便與吴用、公孙胜、阮小二、阮小五、阮小七、劉唐、白勝等人七星聚义。
當八人智取生辰纲事发後，由於白勝被捕之故，晁蓋被官府緝拿，幸得鄆城縣押司宋江通风报信，乃与吴用、公孙胜及阮氏兄弟在石碣村打败前来拘捕他们的官兵，投奔梁山泊。
因梁山寨主王伦忌才，不能相容，吴用智激林冲使之殺死王伦后，大家便推晁蓋为寨主。晁蓋成為梁山首領後，廣招豪傑，原先在清風寨、潯陽江、二龍山、白虎山和桃花山落草的好漢也紛紛歸附了梁山。除了多次派遣梁山好漢下山，還劫法場救出宋江、戴宗，並派宋江帶兵三打祝家莊，而他也抵擋了高俅攻打梁山的軍隊。
晁蓋有感自己久居梁山為王，只發號施令而鮮少親自出馬，愧對終日在外奔波的弟兄們而決定親征與梁山有過節的曾頭市，但被曾家教頭史文恭的毒箭射中面颊致死，遺命是「若那個捉得射死我的，便教他做梁山泊主。」其後盧俊義活捉史文恭，並將之押到忠義堂內活活挖出心肝祭奠晁蓋。
晁蓋死後曾託夢宋江告知其隱疾，建議他收兵並去江南找地靈星醫治，不久後宋江果真背部生瘡痛到無法下床，為此透過張順找來安道全醫治才痊癒。

## 早期形象與出處
晁蓋的形象见于《大宋宣和遗事》、《宋江三十六人赞》以及元杂剧等早期水浒故事和文学，通稱“鐵天王”晁蓋。

## 影视形象

### 电影
- 1957年香港电影《水浒传：智取生辰纲》：黄楚山
- 1972年香港邵氏《水滸傳》：佟林
- 2006年中国电影集团公司《青面兽杨志》：李振起
- 2011年中国电影集团公司《晁盖》：刘信义
- 2017年《水浒之智取生辰纲》：祝新运
- 2017年《水浒恶人传之黄金七镖客》：郭凯
- 2017年《小戏骨水浒传》：祁晟原

### 电视剧
- 1973年日本NTV版《水浒传》：山形勋
- 1976年香港TVB版《逼上梁山》：关海山
- 1983年山东版《水浒》：彭荫泰、王洪涛、陈国典
- 1992年香港TVB版《水浒英雄传》：林尚武
- 1998年央视版《水浒传》：张治中
- 2011年版《水浒传》：吕良伟
- 2013年版《武松》：全保军

| 前任： 王倫 | 梁山寨主 | 繼任： 宋江為長 盧俊義為次 |